# 姜平 (1956年)
姜平（1956年12月—），男，汉族，浙江杭州人，中华人民共和国政治人物。

## 生平
1975年3月参加工作，1981年10月加入中国共产党。曾任上海汽车运输公司修理二厂团委副书记，上海市交通运输局团委书记、机关党委副书记、政策研究室副主任，浦东新区副区长、区委副书记、政法委书记，上海市人民政府副秘书长、秘书长、办公厅主任。2011年4月，任上海市人民政府副市长。同年兼任上海行政学院院长。2013年7月，任中共上海市委常委、政法委书记。2017年1月，被增选为上海市政协副主席，党组副书记。2017年5月，不再担任中共上海市委常委、政法委书记。2018年4月，出任上海市政府参事室主任。